# Thaumatogelis innoxius
Thaumatogelis innoxius är en stekelart som beskrevs av Schwarz 2001. Thaumatogelis innoxius ingår i släktet Thaumatogelis och familjen brokparasitsteklar. Arten är reproducerande i Sverige. Inga underarter finns listade i Catalogue of Life.